# Northern City Line
| Triebzug der Reihe 313 im Bahnhof Moorgate |                      |                                               |                                               |
| |                      |                                               |                                               |
| Streckenlänge: | 5,5 km               |                                               |                                               |
| Spurweite: | 1435 mm (Normalspur) |                                               |                                               |
| Stromsystem: | 750 V =              |                                               |                                               |
| Stromsystem: | 25 kV, 50 Hz ~       |                                               |                                               |
| Zweigleisigkeit: | durchgehend          |                                               |                                               |
| |                      |                                               |                                               |
| \| \| \| East Coast Main Line von Stevenage \| \| \| \| \| Finsbury Park \| \| \| \| \| \| \| \| \| \| East Coast Main Line nach London King’s Cross \| \| \| \| \| Drayton Park \| \| \| \| \| \| \| \| \| \| Highbury & Islington \| \| \| \| \| Essex Road \| \| \| \| \| Old Street \| \| \| \| \| Moorgate \| \| |                      |                                               |                                               |
| Strecke |                      | East Coast Main Line von Stevenage            | East Coast Main Line von Stevenage            |
| Bahnhof · Kopfbahnhof Streckenanfang (Strecke außer Betrieb) (im Tunnel) |                      | Finsbury Park                                 | Finsbury Park                                 |
| Strecke · Tunnelende (Strecke außer Betrieb) |                      |                                               |                                               |
| Strecke nach rechts und von halblinks · Verschwenkung von rechts und ehemals von links |                      | East Coast Main Line nach London King’s Cross | East Coast Main Line nach London King’s Cross |
| Haltepunkt / Haltestelle |                      | Drayton Park                                  | Drayton Park                                  |
| Tunnelanfang |                      |                                               |                                               |
| Haltepunkt / Haltestelle (im Tunnel) |                      | Highbury & Islington                          | Highbury & Islington                          |
| Haltepunkt / Haltestelle (im Tunnel) |                      | Essex Road                                    | Essex Road                                    |
| Haltepunkt / Haltestelle (im Tunnel) |                      | Old Street                                    | Old Street                                    |
| Kopfbahnhof Streckenende (im Tunnel) |                      | Moorgate                                      | Moorgate                                      |

Die Northern City Line (NCL) ist eine zum größten Teil unterirdische Eisenbahnstrecke im Norden von London. Sie verläuft vom Bahnhof Moorgate in der City of London zum Bahnhof Finsbury Park. Die 1904 eröffnete Strecke war von 1913 bis 1975 Teil der London Underground, ist aber seither ins nationale Eisenbahnnetz integriert.

## Geschichte
Pläne für eine Untergrundbahn zwischen Finsbury Park und Moorgate wurden unter Federführung von James Henry Greathead erarbeitet und 1891 vorgestellt. Greathead orientierte sich an der kurz zuvor eröffneten City and South London Railway und schlug den Bau einer tiefliegenden Röhrenbahn (englisch: Tube) vor. Die Strecke sollte Passagieren der Great Northern Railway (GNR) eine weitere Verbindung in die Londoner City bieten. Eine solche Verbindung bestand bereits durch den Anschluss der GNR an die Widened Lines beim Bahnhof King’s Cross, allerdings war die GNR-Strecke zwischen Finsbury Park und King’s Cross überlastet. Die GNR stand den Planungen anfänglich aufgeschlossen gegenüber, wünschte aber eine umsteigefreie Verbindung. Greatheads überarbeitete Pläne sahen den Bau eines Tunnels vor, dessen Durchmesser mit 16 Fuß deutlich größer als der bei den Röhrenbahnstrecken in London üblichen Durchmessers von 12 Fuß betrug, und der damit auf das Lichtraumprofil der britischen Eisenbahnen ausgelegt war. Die mit Dampflokomotiven bespannten Züge der GNR sollten in Finsbury Park auf Elektrotraktion umgespannt werden. Die GNR garantierte 50 Züge täglich, die ab Finsbury Park durch den Tunnel nach Moorgate verkehren sollten. In dieser Form wurden die Pläne der Bahngesellschaft Great Northern & City Railway (GN&CR) 1892 genehmigt.
Die 1894 aufgenommene Suche nach Investoren erwies sich als schwierig. Der Baubeginn verzögerte sich bis 1898; dabei steuerte die Baufirma S. Pearson & Sons einen erheblichen Teil des benötigten Kapitals von 1 500 000 £ bei. Zu diesem Zeitpunkt hatten sich die Beziehungen zwischen GN&CR und GNR erheblich verschlechtert: Die GNR kündigte den Vertrag über den Übergang ihrer Züge auf die NCL auf. Zugleich wurde der GN&CR die Benutzung des Bahnhofs Finsbury Park verweigert, weshalb dort eine Tunnelstation gebaut wurde. Teile der GNR-Geschäftsführung favorisierten den Bau der Piccadilly Line, die ab Dezember 1906 eine Verbindung von Finsbury Park nach King’s Cross und in den Westen Londons anbot.
Am 14. Februar 1904 wurde die NCL in Form einer 5,5 Kilometer langen Zweiglinie eröffnet. Für den Betrieb standen 26 Trieb- und 32 Beiwagen mit Holzaufbauten zur Verfügung, 1906 wurden zusätzlich sechs Trieb- und zwölf Beiwagen mit Stahlaufbauten beschafft. Die Züge wurden in einem Depot westlich des Bahnhofs Drayton Park, der einzigen oberirdischen Station der Strecke, unterhalten. Bis 1907 benutzten jährlich durchschnittlich 16 Millionen Fahrgäste die Linie; 1908 waren es, bedingt durch die Konkurrenz von Straßenbahnen, 12 Millionen. Die Fahrgastzahlen blieben damit hinter den Erwartungen von 23 Millionen pro Jahr zurück. Es gab zahlreiche Pläne, die Strecke mit der Circle Line oder mit der Waterloo & City Line zu verknüpfen, aber keines dieser Projekte wurde je verwirklicht. Eine 1902 genehmigte kurze Verlängerung von Moorgate bis Lothbury (nahe der Bank of England) wurde zwar begonnen, aber nie fertiggestellt und 1909 endgültig aufgegeben.
1913 kaufte die Metropolitan Railway die GN&CR auf. Die Metropolitan Railway legte das Kraftwerk der GN&CR still, das nahe der Kreuzung der Strecke mit dem Regent’s Canal errichtet worden war. Das Gebäude wurde später als Filmstudio durch Gainsborough Pictures genutzt. Das Depot bei Drayton Park blieb in Betrieb; allerdings wurden größere Reparaturen in anderen, besser ausgestatteten Werkstätten durchgeführt. Da es keine direkte Verbindung zum übrigen U-Bahn-Netz gab, waren Überführungsfahrten unter Nutzung von Eisenbahnstrecken erforderlich.

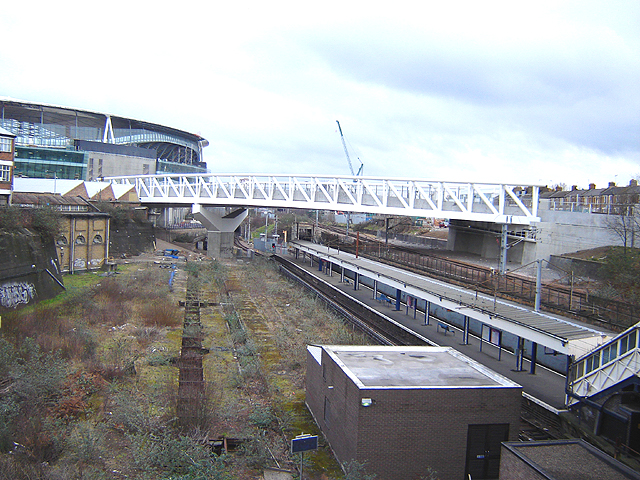
Bahnhof Drayton Park mit dem Gelände des ehemaligen Depots. Im Hintergrund eine Zugangsbrücke zum Emirates Stadium (2006)

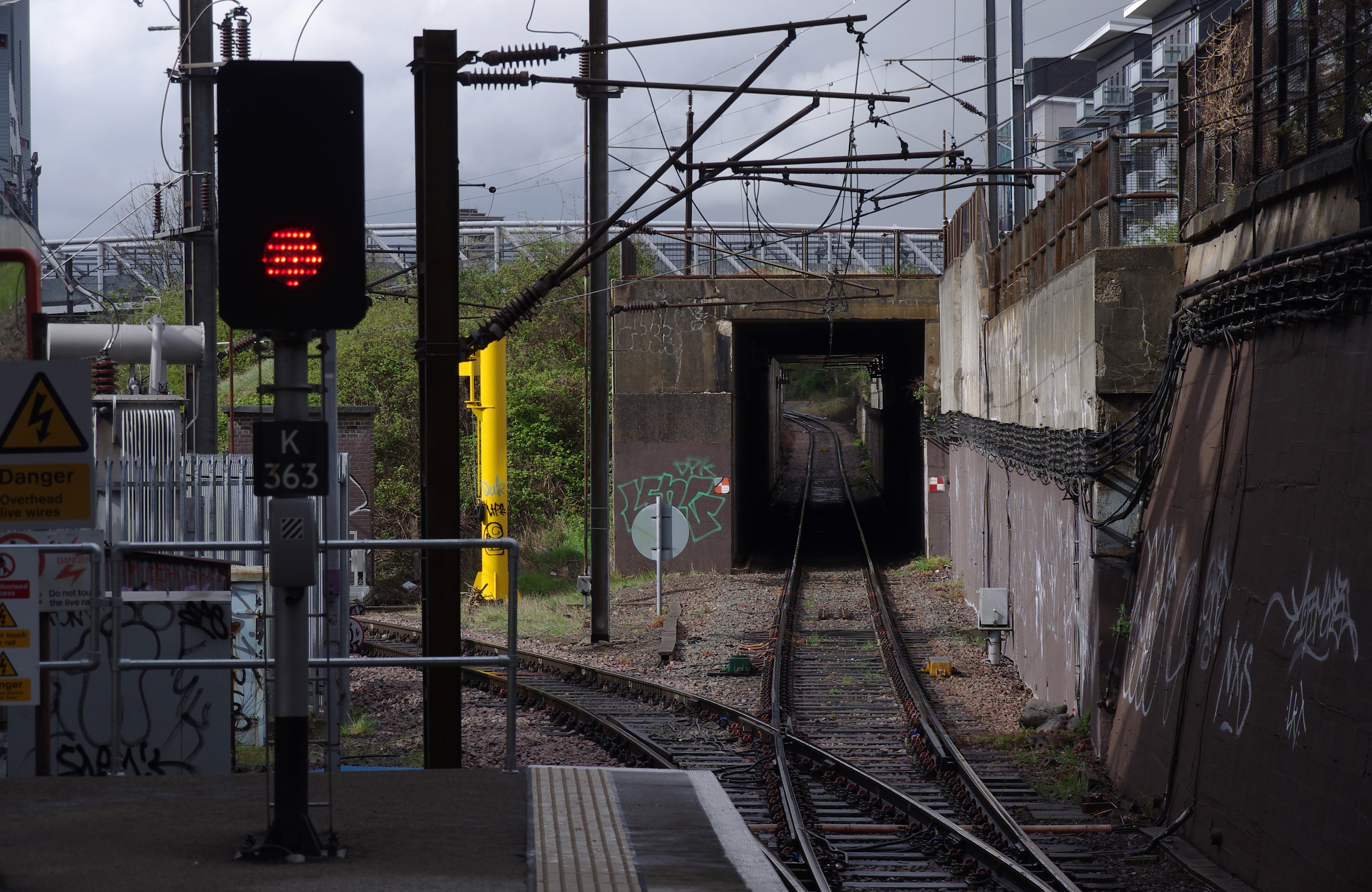
Blick vom Bahnsteignordende des Bahnhofs Drayton Park Richtung Norden (2012)

1933 gingen die Metropolitan Railway und die übrigen U-Bahnlinien im staatlichen London Passenger Transport Board auf. Die Strecke erhielt die neue Bezeichnung Northern City Line und wurde aus betrieblichen Gründen zu einer Zweigstrecke der Edgware-Morden-Linie (die ab 1937 ein Teil der Northern Line war). Ende der 1930er sah der Northern-Heights-Plan die Verlängerung der NCL über die Strecke der Edgware, Highgate and London Railway nach Norden vor. Im Zuge der Planungen wurde im Mai 1939 der Wagenpark der NCL durch die auf anderen Tube-Strecken eingesetzten Baureihen ersetzt. Damit war eine Anpassung der Stromschienen verbunden. Der Bau neuer Bahnsteige in Finsbury Park und einer oberirdischen Strecke nach Drayton Park wurde im  Zweiten Weltkrieg eingestellt und auch nach Kriegsende nicht wieder aufgenommen. Damit blieb die NCL eine vom übrigen U-Bahn-Netz isolierte Strecke.
Am 3. Oktober 1964 wurde das nördlichste Teilstück zwischen Finsbury Park und Drayton Park stillgelegt, da der Bahnhof in Finsbury Park zur Verknüpfung der Piccadilly und der Victoria Line genutzt werden sollte. Der Bahnhof Highbury & Islington wurde ebenfalls zu einer Umsteigestation zwischen NCL und der 1968 eröffneten Victoria Line ausgebaut. Durch den Wegfall der Verbindung nach Finsbury Park hatte die NCL erhebliche Fahrgastverluste zu verzeichnen. 
1970 benannte man die Strecke in Northern Line (Highbury Branch) um. Das schwerste Zugunglück auf dem Netz von London Underground ereignete sich am 28. Februar 1975, als ein Zug der Highbury-Zweigstrecke im Bahnhof Moorgate nicht bremste und gegen das Tunnelende fuhr. Die Ursache des Unglücks, das 43 Menschenleben forderte, wurde nie geklärt (siehe auch U-Bahn-Unfall von Moorgate).
Ein 1969 veröffentlichter Entwicklungsplan für Greater London sah vor, die Strecke an British Rail zu übertragen und sie bei Finsbury Park mit der East Coast Main Line (ECML) zu verknüpfen – genau wie es die ursprünglichen Pläne von 1904 vorgesehen hatten. 1971 sagte die britische Regierung die finanzielle Förderung der Pläne zu, die auch die Elektrifizierung der Vorortstrecken der ECML umfassten. Der letzte Zug von London Underground verkehrte am 4. Oktober 1975 und die Züge von British Rail rollten ab dem 16. August 1976 über diese Strecke. Es werden Zweisystemtriebwagen eingesetzt, da die Stromversorgung im Tunnel südlich von Drayton Park mangels Raum für eine Oberleitung über Stromschienen mit 750 Volt Gleichspannung erfolgt. Ab Drayton Park ist die Strecke mit Oberleitung ausgerüstet.
Die Gleisanlagen und Stationen gehören heute der staatlichen Bahninfrastrukturgesellschaft Network Rail. Die private Eisenbahngesellschaft Govia Thameslink Railway  betreibt mit der Marke Great Northern direkte Vorortszüge nach Stevenage und Welwyn Garden City.
Im Rahmen des East Coast Digital Programme (ECDP) wurde die Northern City Line von Network Rail und Siemens Mobility mit dem European Train Control System (ETCS) ausgerüstet. Die Fahrterlaubnis wird bei diesem System direkt zum Fahrzeug übertragen und auf einem Bildschirm im Führerstand angezeigt. Die Lichtsignale an der Strecke wurden im Mai 2025 abgebaut. Die Ausrüstung gilt als Vorläufer („pathfinder“) für die Ausrüstung eines 160 km langen Abschnitts der ECML.

## Bahnhöfe
- Moorgate – eröffnet am 14. Februar 1904; geschlossen am 6. September 1975; wiedereröffnet am 8. November 1976
- Old Street – eröffnet am 14. Februar 1904; geschlossen am 4. Oktober 1975; wiedereröffnet am 16. August 1976
- Essex Road – eröffnet am 14. Februar 1904; geschlossen am 3. Oktober 1975; wiedereröffnet am 16. August 1976
- Highbury & Islington – eröffnet am 28. Juni 1904; geschlossen am 4. Oktober 1975; wiedereröffnet am 16. August 1976
- Drayton Park – eröffnet am 14. Februar 1904; geschlossen am 3. Oktober 1975; wiedereröffnet am 8. November 1976
- Finsbury Park – eröffnet am 14. Februar 1904; geschlossen am 3. Oktober 1964; wiedereröffnet am 8. November 1976